# Museo delle arti di Nocciano
Il museo delle arti è ospitato presso il Castello De Sterlich-Aliprandi di Nocciano, in provincia di Pescara.

## Descrizione
Il museo occupa parte delle sale del castello De Sterlich-Aliprandi di Nocciano ed ospita una collezione permanente di alcuni artisti abruzzesi contemporanei.
Oltre alle esposizioni, il museo è dotato anche di una sala convegni ed una per videoproiezioni, poste al piano terra del castello.